# Étienne Roda-Gil
 (juin 2024).
Si vous disposez d'ouvrages ou d'articles de référence ou si vous connaissez des sites web de qualité traitant du thème abordé ici, merci de compléter l'article en donnant les références utiles à sa vérifiabilité et en les liant à la section « Notes et références ».
Étienne Roda-Gil, né Estèva Roda Gil le 1er août 1941 à Montauban (Tarn-et-Garonne) et mort le 31 mai 2004 à Paris 13e, est un auteur de chansons et dialoguiste français. Il fut aussi un militant libertaire proche des anarcho-syndicalistes de la CNT.

## Biographie

### Famille et premières années
Le jeune Estèva est issu d'une famille de combattants républicains espagnols exilés.
Son père, Antonio Roda Vallès, né à Vinaròs (Espagne), le 13 juin 1908, peintre en voiture, ouvrier typographe puis « militant libertaire de la CNT », commissaire général, membre de la colonne Durruti, puis maquisard français, et sa mère, Leonor Gil García, née à Badalone (Catalogne, Espagne) le 15 août 1915, sans profession, ont fui le franquisme début 1939. Sa langue maternelle fut le catalan, que parlaient ses deux parents.
Dès son arrivée en France, son père est interné au camp de Septfonds (Tarn-et-Garonne) où, dès février 1939, 16 000 hommes de l’ancienne armée républicaine espagnole sont internés tandis que sa mère l'est dans les camps d'Argelès et de Gurs.
Au moment de la naissance d’Estèva, la famille est domiciliée à Réalville (Tarn-et-Garonne). On peut supposer que le père a été transféré du camp de Septfonds au 533e GTE (Groupement de travailleurs étrangers) à celui de Réalville.
« Vivant avec sa famille dans une grande précarité, le jeune Estèva est atteint par le scorbut et il ne doit qu’à la ténacité de sa mère de pouvoir conserver ses dents grâce à une petite ration de citron qu’elle obtient au prix d’autres privations. »
Après avoir passé l'après-guerre à Montauban, la famille déménage en 1953 à Antony, où elle est confrontée pour la première fois à la xénophobie[réf. nécessaire].

### Parolier de chansons
Licencié ès lettres et visiteur médical, il fréquente la Fédération ibérique des jeunesses libertaires.
Il vit alors en HLM à Antony avec sa mère, en deuil, et sa compagne Nadine, jeune peintre issue de la grande bourgeoisie française.
Roda-Gil rencontre Julien Clerc en 1967 au café L’Écritoire, dans le Quartier latin de Paris. Ils entament une collaboration fructueuse qui s'interrompt en 1980. Les deux complices collaborent à nouveau en 1992 pour l'album Utile, qui obtient le prix Vincent-Scotto l'année suivante : « À quoi sert une chanson si elle est désarmée ? », s'interrogent-ils, dans la chanson qui donne son nom à l'opus.
Il écrit en tout plus de 700 chansons.
Se vantant « d'avoir introduit la poésie dans le disco », Roda-Gil a également écrit pour France Gall et Claude François (« Alexandrie Alexandra », « Magnolias for Ever », « Rubis »). Un an après la mort de ce dernier, en 1978, il participe pour Gérard Lenorman à l'album Boulevard de l'océan.
En 1984, il coécrit avec Pascal Danel plusieurs des synopsis de l'émission de variété scénarisée Macadam. Johnny Hallyday, Juliette Gréco, Vanessa Paradis, Barbara, Françoise Hardy, Gilles Dreu, Didier Marouani, René Joly, Christophe, Léonie Lousseau, Mort Shuman, Serge Utgé-Royo (catalan et libertaire lui aussi, il interprète « la Makhnovtchina », dont Roda-Gil a écrit les paroles), Catherine Lara, Richard Cocciante, Pascal Obispo ou Louis Bertignac ont également interprété ses titres.

### Famille, amitiés et dernières années
Nadine Delahaye devient sa femme et l'amour de sa vie jusqu'à sa mort le 27 février 1990,, emportée par une leucémie.
Roda-Gil s'est fait un dictionnaire des mots d'une et deux syllabes.
Il était ami de Jim Morrison lors de sa présence à Paris pour sa fin de vie.  Étienne Roda-Gil le portait sur « ses frêles épaules » pour le déposer dans un taxi lorsque Jim Morrison avait du mal à marcher[réf. nécessaire].
Ami de Roger Waters (ancien membre de Pink Floyd), il lui écrit en 1987 (avec sa femme) un livret d'opéra, sur le thème de la Révolution française, intitulé Ça ira, que l'ex-membre de Pink Floyd va mettre en musique, et qui sera enregistré en 2005 (en versions française et anglaise). Ils caressaient l'espoir de l'avoir en commande pour les fêtes du bicentenaire de la Révolution de 1989, mais François Mitterrand s'y serait opposé, estimant qu'il était difficile de demander à un sujet britannique de composer la musique commémorative de la Révolution française[réf. nécessaire].
Il a deux fils, Numa (qui a animé une émission de bande dessinée sur La Cinq en 1991 puis tenu une librairie dédiée à la BD américaine rue Soufflot) et Vladimir (compositeur de musique électronique), qui contestent l’utilisation commerciale de la mémoire de leur père, refusant les hommages et stoppant des projets de livres ou de disques le concernant.
Il a également une fille (Alma) avec sa dernière compagne, Nathalie Perrette, qui travaillait dans la publicité.
Juliette Gréco a dit de lui : « J'ai vite compris qu'il était un être humain, ce qui n'est pas si fréquent ».

#### Mort

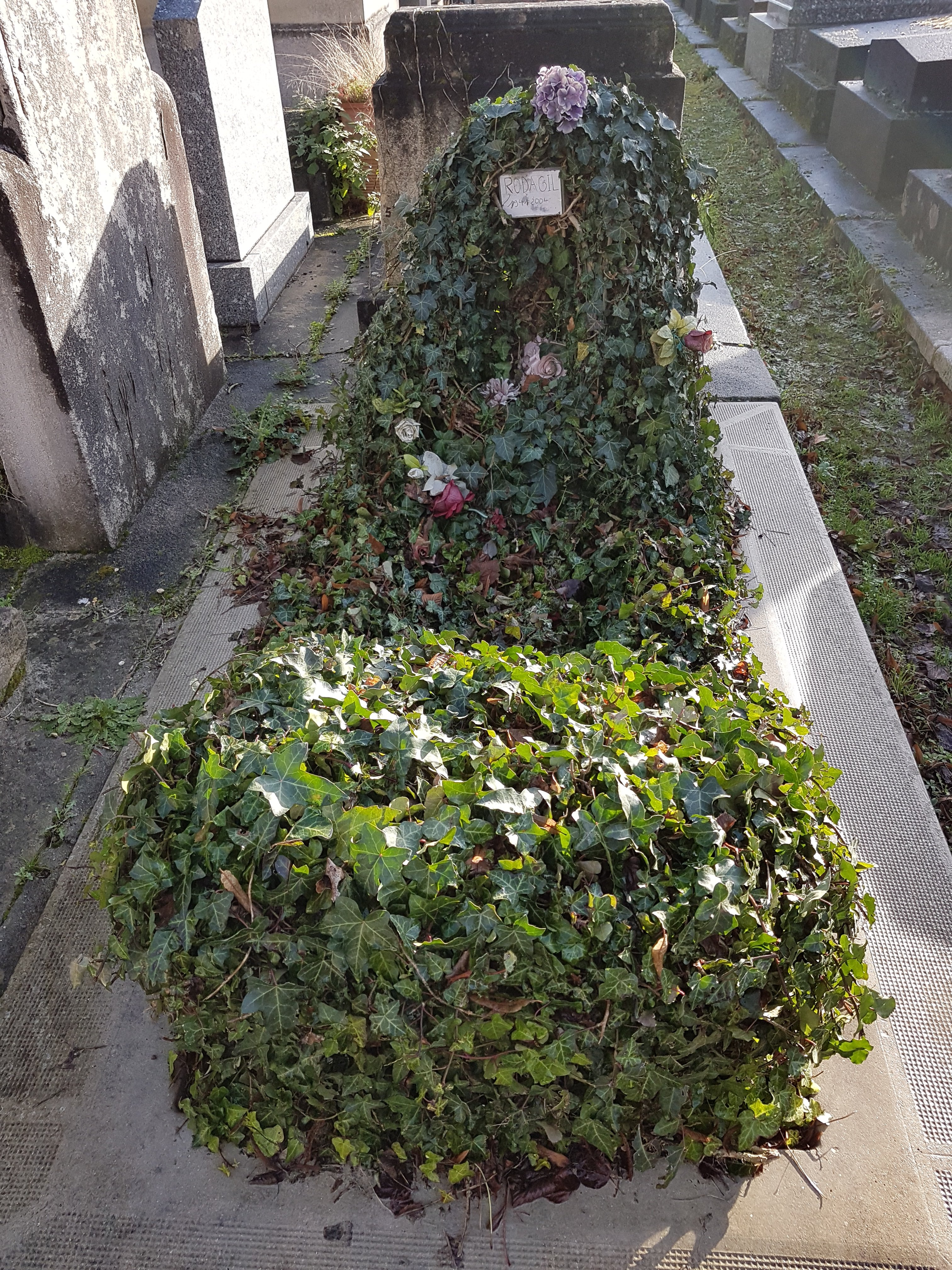
Tombe d'Étienne Roda-Gil au cimetière du Montparnasse (division 6).

Étienne Roda-Gil meurt le 31 mai 2004 d'un accident vasculaire cérébral,, à l'âge de 62 ans, il est  enterré à Paris, au cimetière du Montparnasse (6e division) auprès de sa femme.

### Engagement politique
Libertaire, Roda-Gil participe régulièrement aux manifestations de la CNT, notamment à celles organisées, chaque 1er mai à Paris, pour la journée internationale des travailleurs.
« Ni Dieu ni maître » était sa devise et celle de ses parents, avec une exception, disait-il, pour le poète andalou Antonio Machado et pour Manuel Azaña (le dernier président de la République espagnole, mort et inhumé à Montauban, en novembre 1940)[réf. nécessaire].

### Prix
- 1989 : Grand prix de la chanson de la SACEM.

## Chansons (principales collaborations)
- Auteur principal des albums de Julien Clerc de 1968 à 1980 (voir Discographie de Julien Clerc) La Californie, Ce n'est rien, Le Patineur, Si on chantait, Niagara, This Melody, Sertao, Le Cœur volcan... et Utile en 1992 qui marqua ses retrouvailles avec le chanteur après dix années de fâcherie
- L'ensemble des textes de l'album Cadillac de Johnny Hallyday en 1989
- Le Lac Majeur (Mort Shuman)
- Villégiature (Françoise Hardy) en 1981
- L'ensemble des textes de l'album Geronimo (Catherine Lara) en 1980
- Joe le taxi, Manolo Manolete, Marilyn et John, Maxou, Coupe coupe, Mosquito (Vanessa Paradis)[4]
- Magnolias for Ever, Alexandrie, Alexandra et Rubis (Claude François)
- À la foire de l'Est, La Demoiselle et Va où le vent te mène, La Confession d'un malandrin - d'après Sergueï Essénine (Angelo Branduardi)
- Sincérité (Richard Cocciante)
- Loukoum Scandale (Starshooter)
- Album 96 (Bertignac)
- L'ensemble des textes de l'album de Didier Marouani
- Balançoire en feu (Malicorne)
- Wahala Manitou, Le jardin anglais (Léonie Lousseau)
- Caméléon, caméléon, 1971 (France Gall)

## Chanson anarchiste
Étienne Roda-Gil a aussi contribué à la chanson anarchiste. En particulier par la Makhnovchtchina, sur la musique du chant des partisans russes Les Partisans. Cette chanson figure dans l’album Pour en finir avec le travail. Elle a également été reprise par les Bérurier noir, puis par Barikad, Serge Utgé-Royo (dans Contrechants… de ma mémoire), René Binamé (qui en a modifié quelque peu les paroles) et par le chanteur espérantiste JoMo.

## Citation
« La Pensée libertaire n'est pas un fourre-tout où n'importe quel médiocre peut trouver un onguent pour les plaies que la société autoritaire lui inflige. C'est une forme de messianisme sans Dieu qui croit que l'homme est capable de se reconnaître dans son semblable et d'établir par là, avec lui et elle, une communauté solidaire capable d'en finir avec toutes les idéologies. Essayer le paradis, ici... »

— Préface à Paroles libertaires, 1999

## Fonctions
- Administrateur de la SACEM (1996-1999 et 2000-2003).

## Publications
- Julien Clerc (avec Danièle Heymann et Lucien Rioux), Seghers, 1971
- La Porte marine, Seuil
- Mala Pata, Seuil, 1992
- Moi, Attila, 1993
- Ibertao, Stock, 1995
- Paroles libertaires, illustré par Ricardo Mosner, Albin Michel, 1999
- Terminé, Verticales, 2000

## Adaptation littéraire pour le cinéma
- Étienne Roda-Gil adapte L'Idiot de Dostoïevski pour le cinéaste Andrzej Żuławski. Le film sort en salles sous le titre L'Amour braque, en 1985.

### Documentaire
- Charlotte Silvera, On l'appelait Roda, 2018.